# Jordan Love
Jordan Love (Bakersfield, 6 novembre 1998) è un giocatore di football americano statunitense che milita nel ruolo di quarterback per i Green Bay Packers della National Football League (NFL).

## Carriera universitaria

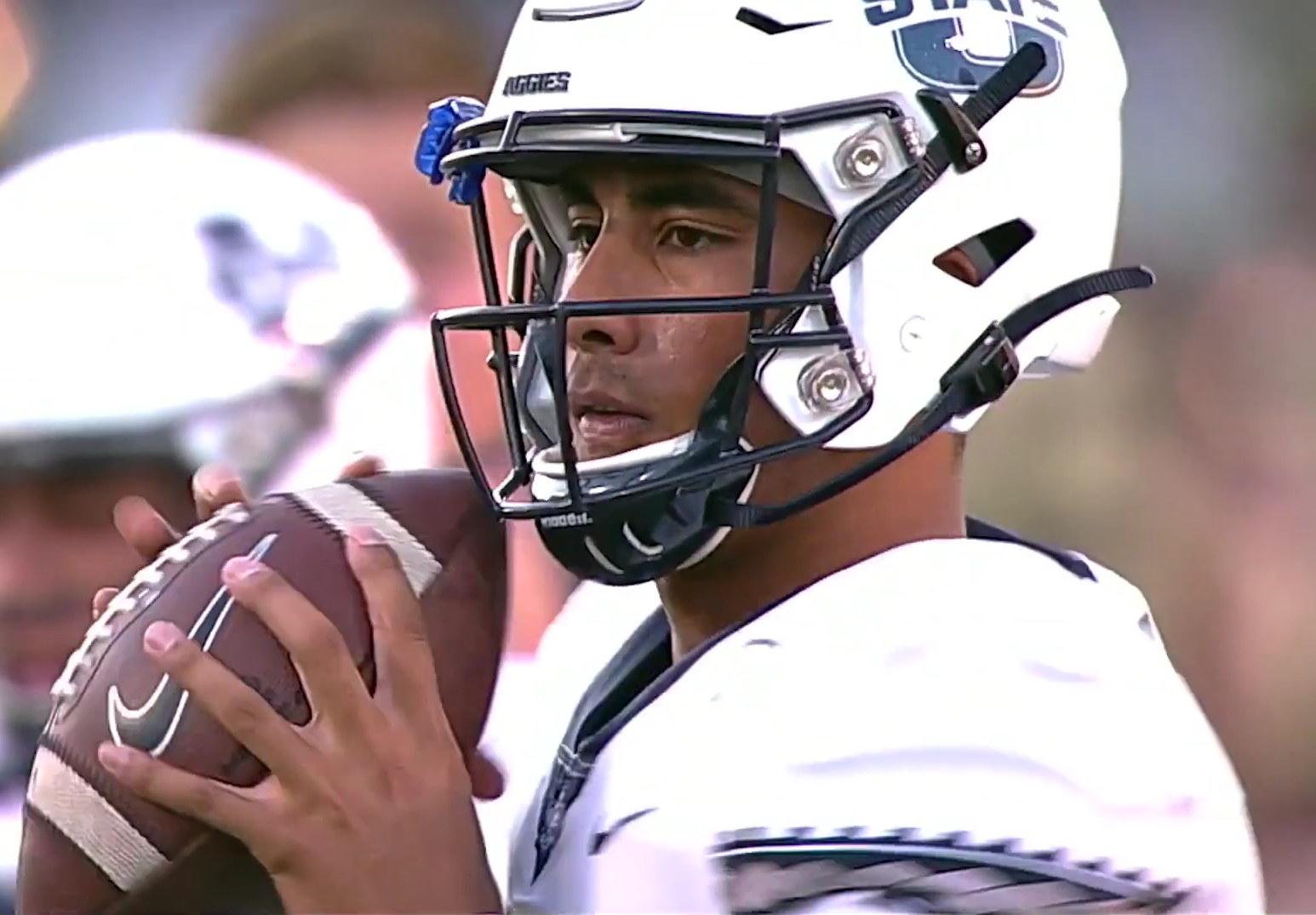
Love con Utah State nel 2019

Love, originario di Bakersfield in California, quando aveva solo 14 anni perse il padre che si suicidò. Cominciò a giocare a football nella locale Liberty High School dove nel suo primo anno fu quarterback di riserva per poi diventare, dal secondo anno in poi, titolare della squadra.
Valutato come un prospetto medio basso per il college football (due stelle su cinque), Love ricevette varie offerte di borse di studio scegliendo di andare a giocare per Utah State, l'unico college impegnato nella primaria Divisione I della Football Bowl Subdivision (FBS) della NCAA, con gli Aggies che militano nella Mountain West Conference (MWC).
Nella sua prima stagione al college, nel 2016, Love fu redshirt, ossia si allenava con la squadra ma non poteva disputare partite ufficiali, poi dal 2017 entrò in squadra, diventando titolare dalla seconda metà della stagione conclusa con 12 presenze, di cui le ultime sei da partente, 129 passaggi completati su 235, 1.631 yard passate, otto touchdown lanciati e sei intercetti subiti.
Nel 2018 ebbe la sua migliore stagione con gli Aggies, giocando da titolare tutte le 13 gare stagionali, completando 267 passaggi su 417 tentati per un record della scuola di 3.567 yard passate, con 32 touchdown e sei intercetti. Fu nominato MVP del New Mexico Bowl dove passò 359 yard e quattro touchdown. A fine stagione fu inserito nel Second-Team All-MWC.
Dopo una stagione 2019 altalenante, chiusa con 20 touchdown e 17 intercetti, Love decise di saltare l'ultimo anno al college e di rendersi eleggibile per il Draft NFL 2020.
Premi e riconoscimenti
- Second-Team All-MWC (2018)

Statistiche al college
| 2016   | Utah State | FBS Div. I | MWC    | 0  | 0  | RS  | RS    | RS   | RS    | RS  | RS | RS | RS    | -  | -   | -   | -  | - | -  | -   | -  | - |
| 2017   | Utah State | FBS Div. I | MWC    | 11 | 5  | 128 | 233   | 54,9 | 1.634 | 7,0 | 8  | 6  | 120,0 | 46 | 165 | 3,6 | 20 | 2 | 7  | 47  | 3  | 3 |
| 2018   | Utah State | FBS Div. I | MWC    | 13 | 13 | 267 | 417   | 64,0 | 3.567 | 8,6 | 32 | 6  | 158,3 | 43 | 63  | 1,5 | 21 | 7 | 9  | 63  | 3  | 1 |
| 2019   | Utah State | FBS Div. I | MWC    | 13 | 13 | 293 | 473   | 61,9 | 3.402 | 7,2 | 20 | 17 | 129,1 | 81 | 175 | 2,2 | 22 | 0 | 20 | 104 | 6  | 2 |
| Totale | Totale     | Totale     | Totale | 37 | 31 | 688 | 1.123 | 61,3 | 8.603 | 7,7 | 60 | 29 | 138,1 | 0  | 0   | 0,0 | 0  | 0 | 36 | 214 | 12 | 6 |

Fonte: Football Database
In grassetto i record personali in carriera

## Carriera professionistica

### Green Bay Packers
Love venne selezionato dai Green Bay Packers con la 26ª scelta al primo giro del Draft NFL 2020, ceduta dai Miami Dolphins in cambio di una scelta al primo e al quarto giro. La mossa della franchigia del Wisconsin, già dotata di uno dei migliori quarterback della lega, Aaron Rodgers, sorprese molti addetti ai lavori, che paragonarono la decisione a quella, analoga, presa nel Draft NFL 2005. Allora, ad essere selezionato fu lo stesso Rodgers, nonostante Green Bay avesse già in squadra il futuro Hall of Famer Brett Favre.

#### Stagioni da riserva: 2020-2022

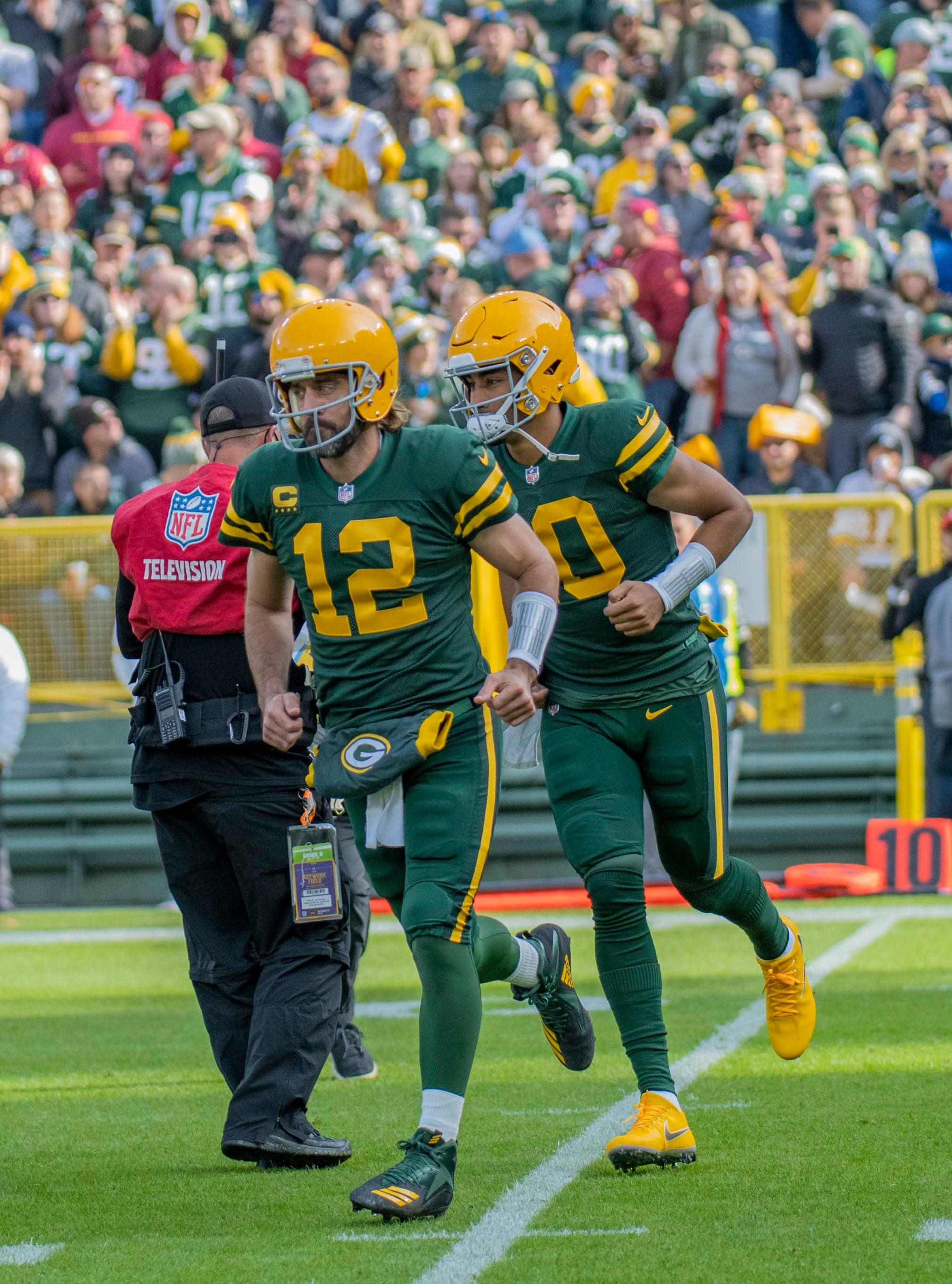
Love (#10) con Aaron Rodgers (#12), di cui fu la riserva per le prime tre stagioni in carriera

Dopo essere rimasto in panchina per tutta la sua prima stagione, Love debuttò nel primo turno del 2021 sostituendo Rodgers nel quarto periodo mentre i Packers stavano perdendo nettamente contro i New Orleans Saints. Nella settimana 9 fu nominato titolare per la prima volta in carriera dopo che Rodgers risultò positivo al COVID-19. In quella partita passò 190 yard, un touchdown e un intercetto nella sconfitta per 13-7 contro i Kansas City Chiefs. Rodgers tornò titolare dalla gara successiva.
Nel 2022 Love disputò 4 spezzoni di partita, completando complessivamente 14 passaggi su 21 per 195 yard e un touchdown.

#### Stagione 2023
Nell'aprile 2023 i Packers scambiarono Rodgers con i New York Jets. Il 2 maggio Love firmò per un ulteriore anno con la franchigia per un valore di 22,5 milioni di dollari. La nuova era della squadra iniziò con una vittoria sui Chicago Bears in cui Love passò 245 yard e 3 touchdown. Seguì una sconfitta contro gli Atlanta Falcons (in cui Love lanciò per tre touchdown) , dopo di che la squadra ebbe una partenza lenta contro i New Orleans Saints, trovandosi in svantaggio per 17-0. I Packers però rimontarono e andarono a vincere per 18-17, con Love che passò il touchdown decisivo a Romeo Doubs, in una gara in cui il quarterback segnò anche un touchdown su corsa. Dopo quella partita Green Bay perse quattro gare consecutive, prima di tornare alla vittoria nel nono turno contro i Los Angeles Rams in cui Love passò 228 yard e un touchdown. Due settimane dopo Love passò per la prima volta 300 yard in una partita, terminando con 322 e 2 touchdown nella vittoria sui Los Angeles Chargers. Nella gara del Giorno del Ringraziamento contro i Detroit Lions continuò il suo momento positivo passando 268 yard e 3 touchdown nella vittoria per 29-22. Seguì un'altra vittoria a sorpresa contro i Kansas City Chiefs campioni in carica in cui passò 278 yard, 3 touchdown e nessun intercetto subito.
Nel penultimo turno Love fu premiato come giocatore offensivo della NFC della settimana dopo avere passato 256 yard e segnato 4 touchdown totali per un passer rating di 125,3 nella vittoria sui Vikings. La settimana successiva compì ciò che i suoi predecessori Brett Favre e Aaron Rodgers non erano riusciti a fare: condurre i Packers ai playoff nella prima stagione da titolare. La sua partita nella vittoria per 17-9 contro i Bears si concluse con 316 yard passate e 2 touchdown, venendo premiato per la seconda settimana di fila come giocatore offensivo della NFC della settimana e anche come quarterback della settimana. La sua stagione regolare si chiuse al settimo posto nella NFL con 4.159 yard passate e al secondo posto con 32 touchdown passati.
Love esordì nei play-off nella gara del turno delle wild card del 14 gennaio 2024, la vittoria 48-32 contro i Dallas Cowboys, in cui lanciò 16 completi su 21 per 272 yard, tre touchdown e nessun intercetto, chiudendo con un passer rating quasi perfetto di 157,2 e portando alla vittoria per la prima volta nella storia dei play-off della NFL una squadra con la testa di serie numero 7.

#### Stagione 2024
Il 26 luglio 2024 Love firmó con i Packers un rinnovo contrattuale quadriennale del valore di 220 milioni di dollari che lo rese il giocatore più pagato della storia per stipendio medio annuale, alla pari con Joe Burrow e Trevor Lawrence. Nella prima gara della stagione si infortunò al legamento mediale collaterale nella sconfitta contro i Philadelphia Eagles per 34-29 alla Corinthias Arena di San Paolo, in Brasile, venendo costretto a uno stop previsto tra le tre e le sei settimane. Tornò in campo nel quarto turno, la sconfitta 29-31 contro i Vikings, in cui stabilì i nuovi primati personali in yard passate (389), touchdown passati (4) e passaggi completati (32) ma anche in intercetti subiti (3). Due settimane dopo passò quattro touchdown nella vittoria 34-13 contro gli Arizona Cardinals. Divenne così il terzo quarterback della storia della squadra dopo Rodgers (14) e Brett Favre (11) a passare più di un touchdown in dieci gare consecutive (inclusi i playoff). La sua prestazione gli valse il riconoscimento di quarterback della settimana. Nella gara dell'ottavo turno contro i Jacksonville Jaguars Love si infortunò all'inguine, venendo costretto a lasciare la partita all'inizio del secondo tempo sul punteggio di 13-10 per i Packers, sostituito da Malik Willis che guidò la squadra alla vittoria 30-27. I successivi controlli medici evidenziarono che l'infortunio subito da Love non era di particolare gravità.
Nella settimana 13, nella gara del Giorno del Ringraziamento, Love passó 276 yard e 2 touchdown per Jayden Reed contro i Miami Dolphins, con Green Bay che vinse la terza partita consecutiva. Nell'ultimo turno, con i Packers già sicuri di un posto nei playoff, si infortunò a una mano contro i Bears, optando precauzionalmente per non rientrare in partita. Terminò la stagione regolare col 63,1% di passaggi completati, per 3389 yard, 25 touchdown e 11 intercetti con un passer rating di 96,7.
Nella gara dei play-off del turno delle Wild-Card, contro gli Eagles testa di serie n. 2, Love lanciò tre intercetti nella sconfitta 10 a 22 che sancí la fine della stagione per i Packers.

#### Stagione 2025
Il 9 agosto 2025, nella prima gara di precampionato dei Packers contro i New York Jets, Love subí un sack da Jay Tufele in cui riportò un infortunio ad un legamento del pollice della mano sinistra, quella non usata per lanciare. Il 12 agosto Love fu sottoposto ad un intervento chirurgico che, nelle previsioni, gli avrebbe permesso di poter tornare in campo per l'inizio della stagione regolare.

## Palmarès
- Giocatore offensivo della NFC della settimana: 2

17ª e 18ª del 2023
- Quarterback della settimana: 2

18ª del 2023, 6ª del 2024

## Statistiche

### Stagione regolare
| 2020   | GB     | 0  | 0  | NP  | NP    | NP   | NP    | NP  | NP | NP | NP    | -  | -   | -    | - | -  | -   | -  | - | -       |
| 2021   | GB     | 6  | 1  | 36  | 6     | 58,1 | 411   | 6,6 | 2  | 3  | 68,7  | 12 | 27  | 2,3  | 0 | 3  | 23  | 3  | 1 | 0-1-0   |
| 2022   | GB     | 4  | 0  | 14  | 21    | 66,7 | 195   | 9,3 | 1  | 0  | 112,2 | 1  | −1  | −1,0 | 0 | 0  | 0   | 0  | 0 | -       |
| 2023   | GB     | 17 | 17 | 372 | 579   | 64,2 | 4 159 | 7,2 | 32 | 11 | 96,1  | 50 | 247 | 4,9  | 4 | 30 | 242 | 9  | 3 | 9-8-0   |
| 2024   | GB     | 15 | 15 | 268 | 425   | 63,1 | 3 389 | 8,0 | 25 | 11 | 96,7  | 25 | 83  | 3,3  | 1 | 14 | 95  | 4  | 0 | 9-6-0   |
| Totale | Totale | 42 | 33 | 690 | 1 087 | 63,5 | 8 154 | 7,5 | 77 | 25 | 95,1  | 88 | 356 | 4,0  | 5 | 47 | 360 | 16 | 4 | 18-15-0 |

### Play-off
| 2023   | GB     | 2 | 2 | 37 | 55 | 67,3 | 466 | 8,5 | 5 | 2 | 108,6 | 6 | 2  | 0,3 | 0 | 0 | 0  | 0 | 0 | 1-1 |
| 2024   | GB     | 1 | 1 | 20 | 33 | 60,6 | 212 | 6,4 | 0 | 3 | 41,5  | 2 | 10 | 5,0 | 0 | 2 | 17 | 0 | 0 | 0-1 |
| Totale | Totale | 3 | 3 | 57 | 88 | 64,8 | 678 | 7,7 | 5 | 5 | 83,4  | 8 | 12 | 1,5 | 0 | 2 | 17 | 0 | 0 | 1-2 |

Fonte: Football Database

## Vita privata
Al college, nel 2019, Love fu accusato con altri due compagni di squadra di possesso di marijuana, accusa poi decaduta per mancanza di prove.
Dal 2020 Love frequenta la giocatrice professionista di pallavolo Ronika Stone, figlia di Ron Stone che ha giocato nella NFL per 12 stagioni. A giugno 2024 Love e Stone hanno annunciato il loro fidanzamento. Il 30 giugno 2025 si sono sposati.